# Necmettin Sadak
Necmettin Sadık Sadak né en 1890 à Isparta (Empire Ottoman) et mort le 21 septembre 1953 à Ankara (Turquie) est un homme politique turc.
Il a terminé ses études secondaires au lycée Galatasaray et diplômé de l'Université de Lyon en 1914. Il retourne à l'Empire et il travaille comme traducteur au ministère des finances de l'Empire. Il est professeur associé de sociologie à l'Université d'Istanbul de l'Empire (Darülfünun) et plus tard il devient professeur de sociologie. Il cofonde avec ses amis journalistes et écrivain comme Falih Rıfkı Atay le journal Akşam en 1918. Entre 1928-1929 il est président de Galatasaray Spor Kulübü. Il est député de CHP de Sivas entre 1927-1950. En 1932, il est délégué auprès de la Société des Nations pendant la Conférence mondiale pour le désarmement et en 1936, pendant la Convention de Montreux. Il est ministre des affaires étrangères (1947-1950). Il mort à cause de cancer du poumon en 1953.